# Franz Johann Wilhelm von Salm-Reifferscheidt-Dyck
Franz Johann Wilhelm von Salm-Reifferscheidt-Dyck (* 28. November 1714; † 17. August 1775 auf Schloss Dyck) war regierender Graf von Salm-Reifferscheidt-Dyck.
Seine Eltern waren Franz Ernst zu Salm-Reifferscheidt-Dyck (* 7. Juni 1659; † 16. Juli 1727) und dessen Ehefrau Prinzessin Anna Franziska von Thurn und Taxis (* 25. Februar 1683; † 17. Januar 1763).

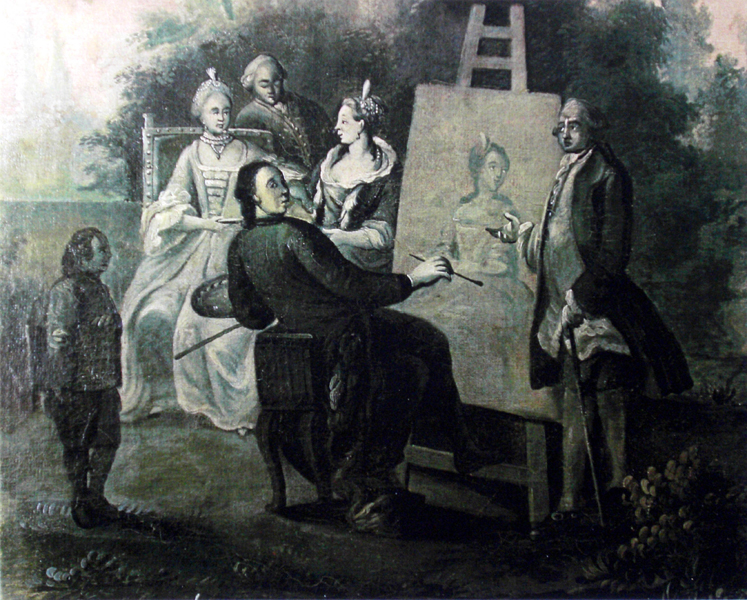
Der rheinische Hofmaler François Rousseau 1770 auf Schloss Dyck (Selbstbildnis)

Er war der dritte Sohn und sollte eine geistliche Karriere machen. So wurde er zunächst Domherr in Straßburg und Köln. Aber am 6. August 1767 starb sein ältester Bruder August Eugen Bernhard (* 10. Oktober 1706) ohne Erben. Der zweite Bruder Friedrich Ernst (* 7. März 1708; † 1. Februar 1775) – ebenfalls Domherr in Straßburg und Köln – lehnte das Erbe ab. So trat Franz die Nachfolge in der Grafschaft an und wurde regierender Graf.
Er heiratet am 27. Februar 1769 die Gräfin Auguste von Waldburg zu Zeil und Wurzach (* 11. September 1743; † 6. Januar 1776). Das Paar hatte folgende Kinder:
- Marie Crescentie (*/† 5. Juni 1771)
- Maire Alexander Ferdinand (* 30. Juli 1772; † 28. Mai 1773)
- Joseph Franz Maria Anton Hubert Ignatz (* 4. September 1773; † 21. März 1861), (ab 1816 erblicher Fürst und Altgraf zu Salm-Reifferscheidt-Dyck)

⚭ 1792 (Scheidung 1801) Gräfin Maria Theresia von Hatzfeldt (* 13. April 1776; † 1. Mai 1838)
⚭ 1803 Constance Marie de Theis (* 7. September 1767; † 13. April 1845)
- Walburga Franziska Maria Theresia (* 13. August 1774; † 20. April 1849) ⚭ 1797 Freiherr Maximilian von Gumppenberg-Pöttmes († 5. Januar 1813)
- Franz Joseph August Fürst und Altgraf zu Salm-Reifferscheidt-Dyck, (* 16. Oktober 1775; † 26. Dezember 1826) ⚭26. August 1810 Gräfin Marie Walburge von Waldburg zu Wolfegg und Waldsee (* 6. Dezember 1791; † 5. Juni 1853)